# Olympische Winterspiele 1972/Teilnehmer (Neuseeland)
| Gelbes Symbol für Goldmedaillen mit stilisierten Olympischen Ringen | Graues Symbol für Silbermedaillen mit stilisierten Olympischen Ringen | Braundes Symbol für Bronzemedaillen mit stilisierten Olympischen Ringen |
| ------------------------------------------------------------------- | --------------------------------------------------------------------- | ----------------------------------------------------------------------- |
| —                                                                   | —                                                                     | —                                                                       |

Neuseeland nahm an den Olympischen Winterspielen 1972 im japanischen Sapporo mit einer Delegation von zwei alpinen Skirennläufern teil.
Alan Ward wurde als Fahnenträger der neuseeländischen Mannschaft zur Eröffnungsfeier ausgewählt.

## Teilnehmer nach Sportarten

### Ski Alpin
Herren:
- Ross Ewington
Abfahrt: 49. Platz – 2:04,75 min
Riesenslalom: DSQ
Slalom: DNF
- Chris Womersley
Abfahrt: 41. Platz – 2:02,24 min
Riesenslalom: 35. Platz – 3:30,43 min
Slalom: DNF